# Dominic Duval
Dominic Duval (New York, 27 april 1945 - 22 juli 2016) was een Amerikaanse contrabassist in de freejazz.

## Biografie
Duval begon op ongeveer zijn tiende op de saxofoon, rond 1958 ging hij zich toeleggen op de contrabas - op dit instrument was hij een autodidact. Sinds de jaren 60 is hij actief in de grensgebieden van de jazz. In de jaren 90 ging hij spelen in de jazzscene van New York. Hij werkte samen met Cecil Taylor, waardoor hij internationaal meer bekend werd, deze samenwerking duurde tot 2005. Tevens was hij sideman voor Joe McPhee, hij is te horen op talloze albums van deze multi-instrumentalist. Vanaf de tweede helft van de jaren negentig nam hij ook veel platen onder eigen naam, die vooral verschenen op de labels CIMP, Cadence Jazz, en Leo Records. Duval is met drummer Jay Rosen te horen op veel albums van CIMP (onder meer van Joe McPhee, Demian Richardson, Bob Rodriguez en Edward Ricart), Todd Jenkins omschreef de twee als de "house rhythm section" voor dit label.:231
Voor Duval was vrijheid van uitdrukking belangrijk, hij bespeelde zijn contrabas vaak als een viool, gitaar of saxofoon. Zelden bespeelde hij de bas op de traditionele manier, als een ritme-instrument, hij interacteerde met zijn mede-musici.
Duval overleed aan de gevolgen van mycosis fungoides, in 2016.

## Discografie
- The Wedding Band (CIMP, 1997)
- State of the Art (CIMP, 1997)
- Nightbird Inventions (Cadence, 1997)
- Live in Concert (Cadence, 1998)
- The Navigator (Leo, 1998)
- Equinox (Leo, 1999)
- Under the Pyramid (Leo, 2000)
- The Experiment (Blue Jackel, 2000)
- Undersound (Leo, 2000)
- Asylum (Leo, 2001)
- Cries and Whispers (Cadence, 1999 [2001])
- American Scrapbook (CIMP, 2002)
- Undersound II (Leo, 2003)
- No Respect (Acoustics, 2003)
- Rules of Engagement Vol. I (Drimala, 2003)
- Coming From Us (Quixotic, 2004)
- Rules of Engagement Vol. II (Drimala, 2004)
- Monkinus (CIMP, 2006)
- Mountain Air (CIMP, 2006)
- Nowhere to Hide (NotTwo, 2008)
- The Spirit of Things (CIMP, 2008)
- For the Children (Cadence Jazz, 2008)
- The Last Dance Volumes 1 and 2 (Cadence, 2009)
- Monk Dreams (No Business, 2009)
- Magic (NotTwo, 2010)
- Park West Suite (Cadence, 2011)

### Als 'sideman'
met Joe McPhee
- The Watermelon Suite (CIMP, 1998 [1999]), als Trio X
- The Dream Book (Cadence, 1998 [1999])
- Rapture (Cadence, 1999), als Trio X
- In the Spirit (CIMP, 1999)
- No Greater Love (CIMP, 1999 [2000])
- Port of Saints (CjR, 2000 [2006])
- Angels, Devils & Haints (CjR, 2000 [2009])
- On Tour (Cadence Jazz, 2001), als Trio X
- In Black and White (Cadence, 2002), als Trio X
- Journey (CIMP, 2003), als Trio X
- The Sugar Hill Suite (CIMP, 2004), als Trio X
- In Finland (Cadence Jazz, 2004 [2005]), met Matthew Shipp
- Moods: Playing with the Elements (CIMP, 2005), als Trio X
- Roulette at Location One (Cadence Jazz, 2005), als Trio X
- Air: Above and Beyond (CIMPol, 2006), als Trio X
- 2006 U.S. Tour (CIMPol, 2007), als Trio X
- Live in Vilnius (NoBusiness, 2008), als Trio X
- Live On Tour 2008 (CIMPol, 2010), als Trio X
- Live On Tour 2010 (CIMPol, 2012), als Trio X

met Steve Swell
- Moons of Jupiter (CIMP, 1997)

- Bibsys: 7032576
- Bibliothèque nationale de France: cb15089237k (data)
- International Standard Name Identifier: 0000 0000 7370 267X
- Library of Congress Control Number: n2006054813
- MusicBrainz: 6d6bb35d-aef3-435d-beec-7c7e7ae68c26
- Virtual International Authority File: 56904582
- WorldCat: E39PBJppxrBhDRq6fbhm3h9bh3